# Hymna Jihoafrické republiky
Hymna Jihoafrické republiky (anglicky National anthem of South Africa) je státní hymnou země od roku 1997. Do té doby se používaly hymny God Save the Queen (1952–1957), Die Stem van Suid-Afrika (1957–1994), Nkosi Sikelel' iAfrika a The Call of South Africa (obě společně 1994–1997), avšak s definitivním koncem politiky apartheidu došlo k jejímu spojení do nynější pětijazyčné podoby spojením písní Nkosi Sikelel' iAfrika a Die Stem van Suid-Afrika. Obsahuje 3 původní jazyky, xhoštinu, zuluštinu a sesothštinu, a 2 jazyky koloniální, afrikánštinu (jazyk vzniklý z nizozemštiny) a angličtinu.

## Text
| Jazyk        | Text | Překlad |
| ------------ | --- | --- |
| Xhoština     | Nkosi sikelel' iAfrika Maluphakanyisw' uphondo lwayo,                                                                                                | Bůh žehnej Africe nechť její sláva stoupá vysoko,                                                                                        |
| Zuluština    | Yizwa imithandazo yethu, Nkosi sikelela, thina lusapho lwayo.                                                                                        | slyš naše modlitby, Ó Pane, žehnej nám, Tvým dětem.                                                                                      |
| Sesothština  | Morena boloka setjhaba sa heso, O fedise dintwa le matshwenyeho, O se boloke, O se boloke setjhaba sa heso, Setjhaba sa, South Afrika, South Afrika. | Pane, prosíme Tě, ochraňuj náš národ, zasáhni a ukonči všechny války, ochraňuj nás, chraň náš národ, opatruj Jižní Afriku, Jižní Afriku. |
| Afrikánština | Uit die blou van onse hemel, Uit die diepte van ons see, Oor ons ewige gebergtes, War die kranse antwoord gee.                                       | Z modré naší oblohy, z hlubin našich moří, přes naše věčné hory tam, kde se ozývají ozvěny skal,                                         |
| Angličtina   | Sounds the call to come together, And united we shall stand, Let us live and strive for freedom, In South Afrika our land!                           | hlas volá, abychom se spojili, a jednotní budeme stát, pojďme žít a usilovat o svobodu, v naší zemi, Jižní Africe!                       |